# Günther Schanz
Günther Schanz (* 24. März 1943 in Litzmannstadt) ist ein deutscher Wirtschaftswissenschaftler, der von 1977 bis 2008 als Professor an der Georg-August-Universität Göttingen forschte und lehrte. Seine Forschungsschwerpunkte waren insbesondere Unternehmensführung, Personal und Organisation sowie Grundlagenprobleme der Betriebswirtschaftslehre und betriebswirtschaftliche Ostasienforschung.

## Leben
Günther Schanz studierte Betriebswirtschaftslehre und schloss seine Promotion und Habilitation an der Universität Mannheim ab. Er vertrat kurzzeitig einen Lehrstuhl in Freiburg im Breisgau und war seit dem Wintersemester 1977/1978 ordentlicher Professor am Institut für Unternehmensführung der wirtschaftswissenschaftlichen Fakultät an der Georg-August-Universität Göttingen. Er erhielt außerdem Rufe an die Freie Universität Berlin, nach Hannover und Würzburg. Er wurde Ende März 2008 emeritiert.
Schanz stellte unter anderem im Glasmuseum Immenhausen und 2008 in einem Nordhäuser Museum digitale, nachbearbeitete Fotografien sehr kleiner Objekte aus.

## Leistungen
Günther Schanz entwickelte in den 1970er Jahren den verhaltenstheoretischen bzw. verhaltenswissenschaftlichen Ansatz in der Betriebswirtschaftslehre. Dieser stellt darauf ab, die Mitarbeiter einer Unternehmung als menschlichen Faktor und Koalitionspartner in betriebswirtschaftliche Betrachtungen mit einzubeziehen. Aus diesen Überlegungen heraus veröffentlichte Schanz etliche Publikationen zu Motivations- und Bedürfnistheorien, Modellen zur Humanisierung der Arbeitswelt, Erfolgsbeteiligungen (Anreizsysteme) und partizipationsorientierten Führungsstilen. Schanz begreift damit die Betriebswirtschaftslehre als Sozialwissenschaft.

## Werke (Auswahl)
- Grundlagen der verhaltenstheoretischen Betriebswirtschaftslehre. Mohr Siebeck, Tübingen 1977, ISBN 978-3-16-340152-5.
- Personalwirtschaftslehre. Lebendige Arbeit in verhaltenswissenschaftlicher Perspektive. 3. Auflage. Vahlen, München 2000, ISBN 978-3-8006-2665-6.
- Betriebswirtschaftslehre als Sozialwissenschaft. Kohlhammer Verlag, Stuttgart 1985, ISBN 978-3-17-005173-7.
- Organisationsgestaltung. Management von Arbeitsteilung und Koordination. 2. Auflage. Vahlen, München 1994, ISBN 978-3-8006-1882-8.
- Handbuch Anreizsysteme. Schäffer-Poeschel Verlag, Stuttgart 1991, ISBN 978-3-7910-0558-4.